# Coppa del Portogallo 1980-1981 (hockey su pista)
La Coppa del Portogallo 1980-1981 è stata l'8ª edizione della principale coppa nazionale portoghese di hockey su pista. Il torneo è stato vinto dal Benfica per la quinta volta nella sua storia.

## Risultati

### Ottavi di finale
| Squadra 1       | Totale | Squadra 2      | Andata | Ritorno |
| --------------- | ------ | -------------- | ------ | ------- |
| Águias do Porto | 10 - 8 | E. Livre       | 7 - 2  |         |
| Juventude Viana | 5 - 4  | Estremoz       | 5 - 3  | 0 - 1   |
| Porto           | 15 - 4 | Sporting Tomar | 10 - 3 | 5 - 1   |
| Riba De Ave     | 1 - 28 | Benfica        | 0 - 10 |         |
| Rossiense       | 2 - 22 | Oeiras         | 2 - 11 | 0 - 11  |
| Sanjoanense     | 6 - 3  | Espinho        | 3 - 1  | 3 - 2   |
| Sesimbra        | 14 - 5 | Parede         | 5 - 1  | 9 - 4   |
| Sporting CP     | 8 - 4  | Valongo        | 7 - 1  | 1 - 3   |

### Quarti di finale
| Squadra 1       | Totale | Squadra 2   | Andata | Ritorno |
| --------------- | ------ | ----------- | ------ | ------- |
| Águias do Porto | 3 - 26 | Benfica     | 0 - 12 |         |
| Juventude Viana | 4 - 11 | Sporting CP | 2 - 4  | 2 - 7   |
| Oeiras          | 7 - 2  | Sesimbra    | 7 - 2  | n.d.    |
| Sanjoanense     | 6 - 9  | Porto       | 6 - 3  | 0 - 6   |

### Semifinali
| Squadra 1 | Totale | Squadra 2   | Andata | Ritorno |
| --------- | ------ | ----------- | ------ | ------- |
| Benfica   | 11 - 5 | Oeiras      | 6 - 4  | 5 - 1   |
| Porto     | 10 - 8 | Sporting CP | 6 - 1  | 4 - 7   |

### Finale
| Marinha Grande 15 giugno 1981 | Benfica | 5 – 3 | Porto |  |